# Qatanqū
Qatanqū (persiska: Qaţānqū, قتنقو, قطانقو) är en ort i Iran.   Den ligger i provinsen Östazarbaijan, i den nordvästra delen av landet, 400 km väster om huvudstaden Teheran. Qatanqū ligger 1 625 meter över havet och antalet invånare är 141.
Terrängen runt Qatanqū är platt åt nordväst, men åt sydost är den kuperad.Runt Qatanqū är det ganska glesbefolkat, med 22 invånare per kvadratkilometer. Närmaste större samhälle är Yānīq, 5,0 km norr om Qatanqū. Trakten runt Qatanqū består i huvudsak av gräsmarker.